# Giải vô địch bóng đá nữ U-17 châu Âu 2012

Các đội dự vòng chung kết và thành tích thi đấu

Giải vô địch bóng đá nữ U-17 châu Âu 2012 diễn ra từ 26 tới 29 tháng 6 năm 2012. Giải đóng vai trò là vòng loại Giải vô địch bóng đá nữ U-17 thế giới 2012. Đức giành chức vô địch sau chiến thắng trước Pháp trong trận chung kết.

## Vòng loại
Vòng loại có 42 đội tuyển tham dự, một kỷ lục mới của giải đấu.
|                             | Số đội vòng này                  | Số đội đi tiếp từ vòng trước                                                 | Thể thức                                |
| --------------------------- | -------------------------------- | ---------------------------------------------------------------------------- | --------------------------------------- |
| Vòng loại thứ nhất (40 đội) | - 40 đội có thứ hạng 3–43        |                                                                              | 10 bảng 4 đội, tổ chức tại một quốc gia |
| Vòng loại thứ hai (16 đội)  | - Đức (hạng 1) - Hà Lan (hạng 2) | - 10 đội đầu bảng ở vòng loại 1 - 4 đội nhì bảng xuất sắc nhất ở vòng loại 1 | 4 bảng 4 đội, tổ chức tại một quốc gia  |
| Vòng chung kết (4 đội)      |                                  | - 4 đội đầu bảng ở vòng loại 2                                               | Bán kết, Chung kết                      |

## Vòng chung kết
Trận chung kết và tranh hạng ba không tổ chức hiệp phụ mà hai đội sẽ bước vào loạt luân lưu.
|  | Bán kết             | Bán kết |                     |       | Chung kết | Chung kết |
|  |                     |         |                     |       |           |           |
|  | 26 tháng 6 năm 2012 |         |                     |       |           |           |
|  |                     |         |                     |       |           |           |
|  | Thụy Sĩ             | 1       |                     |       |           |           |
|  | Thụy Sĩ             | 1       | 29 tháng 6 năm 2012 |       |           |           |
|  | Pháp                | 5       |                     |       |           |           |
|  | Pháp                | 5       | Pháp                | 1 (3) |           |           |
|  | 26 tháng 6 năm 2012 |         | Pháp                | 1 (3) |           |           |
|  |                     | Đức     | 1 (4)               |       |           |           |
|  | Đan Mạch            | Đức     | 1 (4)               | 0     |           |           |
|  | Đan Mạch            |         |                     | 0     |           |           |
|  | Đức                 | 2       |                     |       |           |           |
|  | Đức                 | 2       | Tranh hạng ba       |       |           |           |
|  |                     |         |                     |       |           |           |
|  | 29 tháng 6 năm 2012 |         |                     |       |           |           |
|  |                     |         |                     |       |           |           |
|  | Thụy Sĩ             | 0 (4)   |                     |       |           |           |
|  | Thụy Sĩ             | 0 (4)   |                     |       |           |           |
|  | Đan Mạch            | 0 (5)   |                     |       |           |           |

### Bán kết
| Thụy Sĩ    | 1–5      | Pháp                                                                           |
| ---------- | -------- | ------------------------------------------------------------------------------ |
| Pulver 13' | Chi tiết | Toletti 14' · Blanchard 19' · Cousin 40' · Diani 52' · Karchouni 80+4' (ph.đ.) |

| Đan Mạch | 0–2      | Đức                        |
| -------- | -------- | -------------------------- |
|          | Chi tiết | Bremer 71' · Däbritz 80+3' |

### Tranh hạng ba
| Thụy Sĩ                                                          | 0–0 (s.h.p.) | Đan Mạch                                                                |
| ---------------------------------------------------------------- | ------------ | ----------------------------------------------------------------------- |
|                                                                  | Chi tiết     |                                                                         |
| Loạt sút luân lưu                                                |              |                                                                         |
| Bruderer · Wuichet · Ribeaud · Vienne · Calo · Deplazes · Studer | 4–5          | Hansen · Beck · Poulsen · Thestrup · Kildemoes · Christiansen · Nederby |

### Chung kết
| Pháp                                              | 1–1 (s.h.p.) | Đức                                       |
| ------------------------------------------------- | ------------ | ----------------------------------------- |
| Diani 57'                                         | Chi tiết     | Bremer 67'                                |
| Loạt sút luân lưu                                 |              |                                           |
| Toletti · Saulnier · Gherbi · Froment · Karchouni | 3–4          | Däbritz · Beil · Panfil · Streng · Lückel |

| Vô địch Giải vô địch bóng đá nữ U-17 châu Âu 2012 |
| ------------------------------------------------- |
| · Đức · Lần thứ ba                                |